# Vajda Szilárd
Vajda Szilárd (Marosvásárhely, 1976. október 2. –) erdélyi magyar informatikus és kutató.

## Életpályája
1999-ben informatika szakot végzett a kolozsvári Babeș–Bolyai Tudományegyetemen. 1999-ben a budapesti OTDK Különdíját nyeri el az informatika szekcióban. Ezután az ELTE informatika karán folytatja tanulmányait és kutatásait, majd 2002-ben a franciaországi Nancyben doktorandusz lett. Itt az Henri Poincaré Egyetemen szerzett doktori címet kitűnő minősítéssel 2008-ban a Cursive Bengali Script Recognition for Indian Postal Automation című, angol nyelven írt dolgozatával.
1999–2001 és 2006–2009 között a budapesti Digital Sound Recording Systems Ltd. és a Furukawa Electric Institute of Technology kutatója. Ez utóbbi intézményben 2008 karácsonyán tárgyalótermet neveztek el róla. 2009 áprilisától 2012 márciusáig a dortmundi műszaki egyetem kutatója, ahol dokumentumanalízis szemináriumokat is tart. Jelenleg a National Institutes of Health, Bethesda, USA kutatója.

## Munkássága
Szakterületei: gépi tanulás, alakfelismerés, neuronhálók, rejtett Markov-modellek, dokumentumanalízis, optikai karakterfelismerés, kézírás-felismerés, arcfelismerés.

### Válogatott cikkei
- Yves Rangoni, Abdel Belaïd, Szilárd Vajda: Labelling logical structures of document images using a dynamic perceptive neural network. IJDAR 15(1): 45-55 (2012)
- Jan Richarz, Szilárd Vajda, Gernot A. Fink: Towards Semi-supervised Transcription of Handwritten Historical Weather Reports. Document Analysis Systems 2012: 180-184
- Jan Richarz, Szilárd Vajda, Gernot A. Fink: Annotating Handwritten Characters with Minimal Human Involvement in a Semi-supervised Learning Strategy. ICFHR 2012: 23-28
- Leonard Rothacker, Szilárd Vajda, Gernot A. Fink: Bag-of-Features Representations for Offline Handwriting Recognition Applied to Arabic Script. ICFHR 2012: 149-154
- Barna Szocs, Szilárd Vajda, Judit Robu: D.A.C Draw and Calc – the intuitive calculator -. SISY 2012: 157-163
- Junaidi, A., Vajda, Sz., Fink, G. A.: Lampung – A New Handwritten Character Benchmark: Database, Labeling and Recognition, International Workshop on Multilingual OCR (MOCR), pp. 105–112, ACM, Beijing, China, 2011.
- Vajda, Sz., Junaidi, A., Fink, G. A.: A Semi-Supervised Ensemble Learning Approach for Character Labeling with Minimal Human Effort, International Conference on Document Analysis and Recognition, pp. 259–263, IEEE Computer Society, Beijing, China, September 2011, IAPR.
- Vajda, Sz., Rothacker, L., Fink, G. A.: A Camera-Based Interactive Whiteboard Reading System, International Workshop on Camera-Based Document Analysis and Recognition, pp. 91–96, Beijing, China, September 2011.
- Kleine-Cosack, Christian; Hennecke, Marius H.; Vajda, Szilárd; Fink, Gernot A.: Exploiting acoustic source localization for context classification in smart environments. Ambient intelligence. First international joint conference, AmI 2010, Malaga, Spain, November 10‒12, 2010. Proceedings. Berlin: Springer (ISBN 978-3-642-16916-8/pbk). Lecture Notes in Computer Science 6439, 157–166 (2010).
- Kleine-Cosack, Christian; Hennecke, Marius H.; Vajda, Szilárd; Fink, Gernot A.: Exploiting acoustic source localization for context classification in smart environments, AmI, 157–166 (2010).
- Vajda, Szilárd; Fink, Gernot A.: Strategies for training robust neural network based digit recognizers on unbalanced data sets, ICFHR, 148–153 (2010).
- Fink, Gernot A.; Vajda, Szilárd; Bhattacharya, Ujjwal; Parui, Swapan K.; Chaudhuri, Bidyut Baran: Online bangla word recognition using sub-stroke level features and hidden Markov models, ICFHR, 393–398 (2010).
- Szilárd Vajda, K. Roy, Umapada Pal, B. B. Chaudhuri, Abdel Belaïd: Automation of Indian Postal Documents Written in Bangla and English. IJPRAI 23(8): 1599-1632 (2009)
- Szilárd Vajda, Thomas Plötz, Gernot A. Fink: Layout Analysis for Camera-Based Whiteboard Notes. J. UCS 15(18): 3307-3324 (2009)
- Cecotti, Hubert; Vajda, Szilárd; Belaïd, Abdel: High performance classifiers combination for handwritten digit recognition, ICAPR (1), 619–626 (2005).
- Roy, K.; Vajda, Szilárd; Belaïd, Abdel; Pal, U.; Chaudhuri, Bidyut Baran: A system for indian postal automation, ICDAR, 1060–1064 (2005).
- Vajda, Szilárd; Belaïd, Abdel: Structural information implant in a context based segmentation-free HMM handwritten word recognition system for Latin and bangla script, ICDAR, 1126–1130 (2005).